# Dendropsophus pseudomeridianus
Dendropsophus pseudomeridianus é uma espécie de anura da família Hylidae.
É endémica do Brasil.